# Bulbophyllum pachyanthum
Bulbophyllum pachyanthum är en orkidéart som beskrevs av Rudolf Schlechter. Bulbophyllum pachyanthum ingår i släktet Bulbophyllum och familjen orkidéer. Inga underarter finns listade i Catalogue of Life.